# Astroloma ciliatum
Astroloma ciliatum là một loài thực vật có hoa trong họ Thạch nam. Loài này được (Lindl.) Druce mô tả khoa học đầu tiên năm 1916.